# Pfarrkirche Absdorf

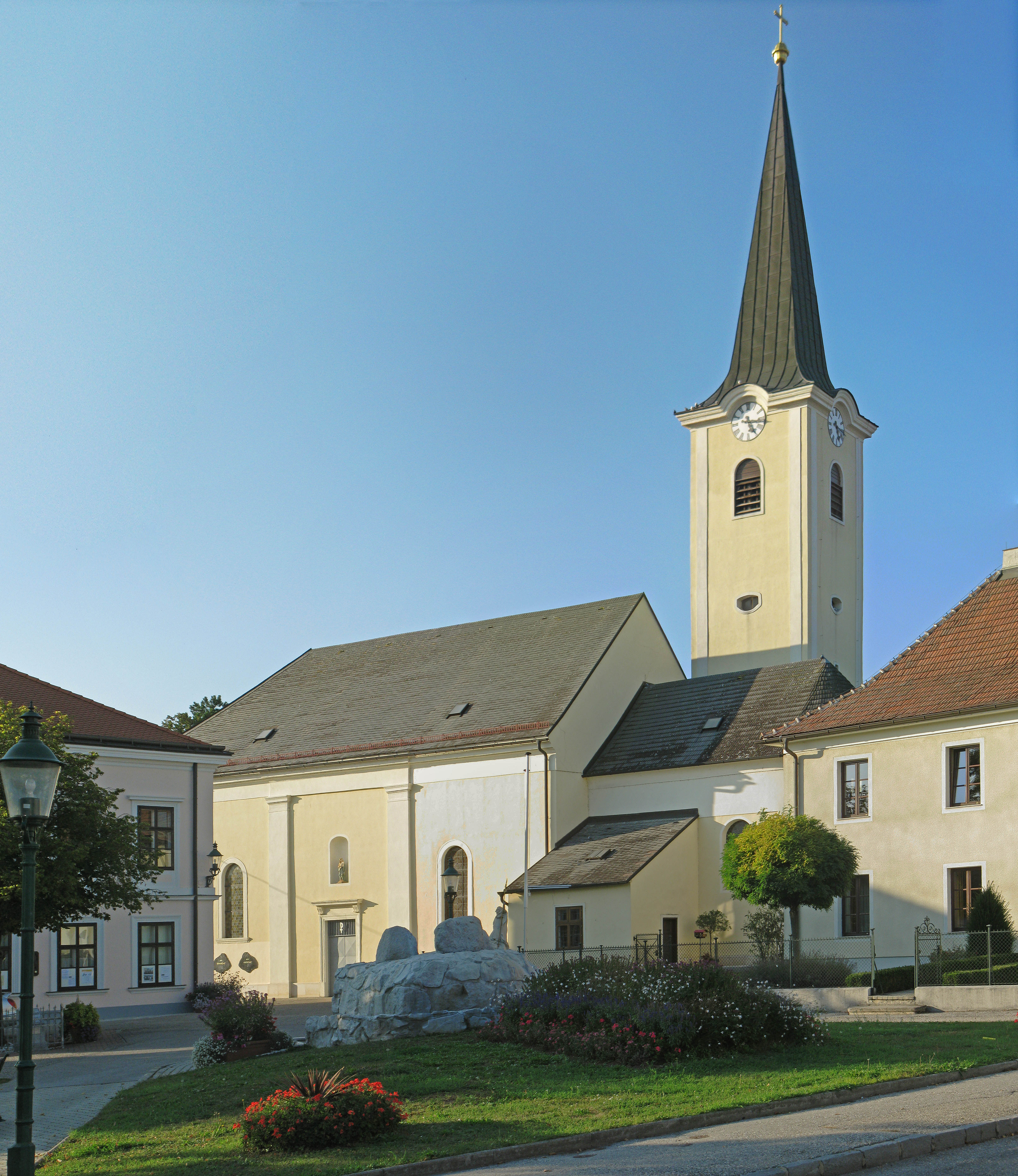
Katholische Pfarrkirche hl. Mauritius in Absdorf

Die römisch-katholische Pfarrkirche Absdorf steht am Hauptplatz in der Marktgemeinde Absdorf im Bezirk Tulln in Niederösterreich. Die dem Patrozinium des Heiligen Mauritius unterstellte Pfarrkirche gehört zum Dekanat Hadersdorf-Wagram im Vikariat Unter dem Manhartsberg der Erzdiözese Wien. Die Kirche steht unter Denkmalschutz (Listeneintrag).

## Geschichte
Die Pfarre Absdorf ist eine Gründung des Klosters Niederaltaich, dem im 12. Jahrhundert die Grundherrschaft gehörte. Sie wurde 1148 erstmals urkundlich erwähnt, in der Reformationszeit aufgelöst und anschließend als Filiale von Stetteldorf betreut. Erst 1783/1784 wurde sie als selbständige Pfarre wiedererrichtet. Ehemals beim Dekanat Großweikersdorf gehört die Kirche seit 2023 zum Dekanat Hadersdorf-Wagram.
Die Kirche wurde 1744 auf den Grundmauern eines romanischen Vorgängerbaus des 11. oder 12. Jahrhunderts errichtet. Bei einem Brand 1821 schwer beschädigt konnte sie jedoch wiederhergestellt werden. Ihr heutiges Aussehen verdankt sie im Wesentlichen einer Umgestaltung und Erweiterung im Jahr 1841. Dabei wurden große Teile niedergerissen und neu errichtet. In derselben Zeit wurde der Turm erhöht, der auf romanischen Fundamenten an der Nordseite der Kirche steht.

## Architektur
Der schlichte Saalbau verfügt über einen stark eingezogenen Chor und wird durch Rundbogenfenster belichtet. Der Turm an der Nordostseite hat einen romanischen Baukern, rundbogige Schallfenster und einen Pyramidenhelm von 1877. Im Süden liegt die mit einem Pultdach versehene Sakristei. Das dreijochige Langhaus hat ein Platzlgewölbe auf Wandpfeilern mit profilierten Gesimsen und eine klassizistische Orgelempore auf Säulen von 1841. Der zweijochige Chor mit Flachbogenschluss ist leicht erhöht und hat ein Platzlgewölbe.

## Einrichtung
An der Chorwand befindet sich ein Volksaltar mit einem Kruzifix aus der Zeit um 1900.
Die 1956 von Gregor Hradetzky gebaute pneumatische Orgel (9/II/P) wurde 1991 durch eine Orgel der Pfarrkirche Ziersdorf von Arnulf Klebel aus 1970 (14/II/P) ersetzt.
Die Glocken stammen aus den Jahren 1824 und 1922.
Zur weiteren Einrichtung zählen mehrere Leinwandbilder und ein neugotischer Taufstein.